# سليمان بن عيسى الناشئ
أبو مروان سليمان بن عيسى الناشئ المهندس. ذكره لسان الدين في الإحاطة عرضًا في ترجمة أصبغ بن محمد المعروف بابن السمح، وذكره كذلك في ترجمته صاعد في طبقات الأمم، وابن أبي أصيبعة في عيون الأنباء. ثم أفرده صاعد بترجمة قال فيها إنه كان من مشهوري تلاميذ ابن السمح، وكان بصيرًا بالعدد والهندسة وله عناية بالطب والنجوم، غير أنه قال في اسمه سليمان بن محمد بن عيسى. فإما أن يكون لفظ (محمد) سقط من نسختي الإحاطة وعيون الأنباء، أو يكون ذكر في الكتابين المذكورين منسوبًا لجده وكثيرًا ما يفعل المؤرخون ذلك.